# Нубийские горы
Нубийские горы (англ. Nuba Mountains, араб. جبال النوبة‎) — горная система в Южном Кордофане на юге Судана. 
До обретения Южным Суданом независимости в 2011 году они образовывали центр страны. Высота составляет от 500 до 1325 метров, площадь — 48 000 км². 
Местность является относительно влажной и населена нубами. Земля между горами плодородная. Географически и политически они находятся в Судане, этнически и культурно тяготеют к Южному Судану.